# ماري جورمان
ماري جورمان (بالإنجليزية: Mari Gorman)‏ هي ممثلة أمريكية، ولدت في 1 سبتمبر 1944 بنيويورك في الولايات المتحدة. من الجوائز التي نالتها جائزة المسرح العالمي سنة 1973.

## جوائز
- جائزة المسرح العالمي (1973)

## وصلات خارجية
- ماري جورمان على موقع IMDb (الإنجليزية)
- ماري جورمان على موقع قاعدة بيانات برودواي على الإنترنت (الإنجليزية)
- ماري جورمان على موقع قاعدة بيانات الفيلم (الإنجليزية)